# División de Honor Femenina B de hockey hierba
La División de Honor Femenina B de Hockey Hierba es la segunda categoría del sistema femenino de ligas de hockey sobre hierba de España, siendo inmediatamente inferior a la División de Honor A y por encima de la Primera División. La organiza la Real Federación Española de Hockey.
Ascienden a División de Honor A los dos primeros clasificados de División de Honor B con opción de ascender y el ganador de un playout entre el décimo clasificado de División de Honor A y tercer clasificado de División de Honor B con opción de ascender.

## Palmarés
| Temporada | Campeón                      | Subcampeón                    |
| --------- | ---------------------------- | ----------------------------- |
| 2021-22   | Atlètic Terrassa Hockey Club | Club de Campo Villa de Madrid |
| 2022-23   | Real Club Jolaseta           | Vallès Esportui DHB           |